# Pont de Chinvat

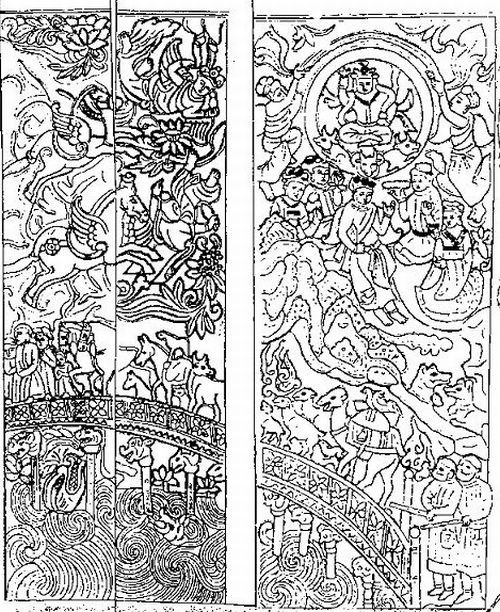
La représentation du pont de Chinvat sur le sarcophage de Wirkak, qui était un sa-pao sogdien.

Dans le zoroastrisme, le pont de Chinvat départage les morts, qui vont soit dans la Maison du Druj, soit dans la Maison des Chants. Cette notion est à la source d'idées similaires dans d'autres traditions religieuses et culturelles.

## Zoroastrisme
Le texte le plus ancien qui en parle est le "Yaçna 46.10" qui fait partie des textes des Gathas, les plus anciens de l'Avesta. Zarathoustra franchira le pont Cinvat « à la tête de ceux qui lui auront donné la meilleure chose de cette existence ou qu'il aura amenés à exalter le Dieu Ahura Mazda », dans la Maison des Chants. Ceux qui ont commis de mauvaises actions « resteront des hôtes de la maison de la druj » (le Mensonge et tout ce qui est faux pour les zoroastriens).

## Mazdéisme
Il est aussi appelé pont Cinvat (ou Tchinoud) dans le Mazdéisme et lié au concept de Daēnā. 
Lorsqu'une personne vient à mourir, ses bonnes et ses mauvaises actions sont pesées par Rashnou. Il faut aux juges trois jours et trois nuits pour prendre leur décision ; entre-temps, l'âme du défunt plane au-dessus de son corps, méditant sur sa vie et attendant le verdict.

## Islam
Cette notion serait à l'origine du Sirat al Mustaqim dans l'Islam. Dans le Coran, l'expression "Sirat al Mustaqim" signifie le "droit chemin" que chaque croyant doit suivre de son vivant afin de rejoindre le Paradis.